# Paralichthys triocellatus
Paralichthys triocellatus är en fiskart som beskrevs av Miranda Ribeiro, 1903. Paralichthys triocellatus ingår i släktet Paralichthys och familjen Paralichthyidae. Inga underarter finns listade i Catalogue of Life.